# MTV Movie Awards 2005
MTV Movie Awards 2005 var en amerikansk filmpris, der blev uddelt i 2005. Jimmy Fallon optrådte som vært for programmet, og Mariah Carey, Eminem, Foo Fighters og Yellowcard var blandt kunstnerne, der optrådte under uddelingen. En speciel pris, «the Silver Bucket of Excellence», blev tildelt filmen Breakfast Club fra 1985. I tillæg modtog Tom Cruise den første «MTV Generation Award» nogensinde uddelt. Ingen af disse to specialpriser blev stemt af publikum.
Nine Inch Nails bestemte sig for ikke at optræde ved prisuddelingen som planlagt på grund af at MTV ikke ville lade dem optræde på scenen med et baggrundsbillede af den daværende amerikanske præsident George W. Bush. Frontmanden Trent Reznor udtalte at: "apparently the image of our president is as offensive to MTV as it is to me" (oversat: "tydeligvis er billedet af vores præsidenten lige så støtende for MTV som det er for mig"). Foo Fighters erstattede dem.

## Optrædende
- Eminem — "Ass Like That" og "Mockingbird"
- Mariah Carey — "We Belong Together"
- Yellowcard — "Don't You (Forget About Me)"
- Foo Fighters — "Best of You"

## Presentere
- Jessica Alba
- Jessica Biel
- Sandra Bullock
- Michael Chiklis
- Jennifer Connelly
- Tom Cruise
- Vin Diesel
- Hilary Duff
- Chris Evans
- Dakota Fanning
- Ioan Gruffudd
- Emile Hirsch
- Katie Holmes
- Terrence Howard
- Samuel L. Jackson
- Nicole Kidman
- Johnny Knoxville
- Julian McMahon
- Eva Mendes
- Chris Rock
- The Rock
- Adam Sandler
- Rob Schneider
- Seann William Scott
- Jessica Simpson
- Hilary Swank
- Paul Walker
- Ziyi Zhang

## Nominerede film (vindere i fed skrift)

### Bedste film
- Napoleon Dynamite
- Kill Bill
- De Utrolige
- Spider-Man 2
- Ray

### Bedste mandlige skuespiller
- Leonardo DiCaprio – The Aviator
- Jamie Foxx – Ray
- Will Smith – Hitch
- Brad Pitt – Troy
- Matt Damon – The Bourne Supremacy

### Bedste kvindelige skuespiller
- Lindsay Lohan – Mean Girls
- Uma Thurman – Kill Bill
- Hilary Swank – Million Dollar Baby
- Rachel McAdams – The Notebook
- Natalie Portman – Garden State

### Bedste optræden i en komedie
- Dustin Hoffman – Meet the Fockers
- Antonio Banderas – Shrek 2
- Will Ferrell – Anchorman: The Legend of Ron Burgundy
- Ben Stiller – Dodgeball: A True Underdog Story
- Will Smith – Hitch

### Bedste hold på skærmen
- Lindsay Lohan, Rachel McAdams, Lacey Chabert, Amanda Seyfried – Mean Girls
- Craig T. Nelson, Holly Hunter, Spencer Fox, Sarah Vowell – De Utrolige
- Will Ferrell, Paul Rudd, D. Koechner, Steve Carell – Anchorman: The Legend of Ron Burgundy
- Vince Vaughn, Christine Taylor, Justin Long, Alan Tudyk, Stephen Root, Joel David Moore, Chris Williams – Dodgeball: A True Underdog Story
- John Cho, Kal Penn – Harold & Kumar Go to White Castle

### Bedste skurk
- Ben Stiller – Dodgeball: A True Underdog Story
- Tom Cruise – Collateral
- Rachel McAdams – Mean Girls
- Jim Carrey – Lemony Snicket - En ulykke kommer sjældent alene
- Alfred Molina – Spider-Man 2

### Bedste mandlige gennembrud
- Jon Heder – Napoleon Dynamite
- Tim McGraw – Friday Night Lights
- Zach Braff – Garden State
- Freddie Highmore – Finding Neverland
- Tyler Perry – Diary of a Mad Black Woman

### Bedste kvindelige gennembrud
- Rachel McAdams – Mean Girls
- Ashanti – Coach Carter
- Elisha Cuthbert – The Girl Next Door
- Bryce Dallas Howard – The Village
- Emmy Rossum – The Day After Tomorrow

### Bedste kys
- Rachel McAdams og Ryan Gosling – The Notebook
- Natalie Portman og Zach Braff – Garden State
- Gwyneth Paltrow og Jude Law – Sky Captain and the World of Tomorrow
- Jennifer Garner og Natassia Malthe – Elektra
- Elisha Cuthbert og Emile Hirsch – The Girl Next Door

### Bedste slåskamp
- Uma Thurman mod Daryl Hannah – Kill Bill
- «The Battle of the News Teams» – Anchorman: The Legend of Ron Burgundy
- Brad Pitt mod Eric Bana – Troy
- Zhang Ziyi mod Kejserens vagter – House of Flying Daggers

### Bedste musikoptræden
- Jon Heder – Napoleon Dynamite
- Jennifer Garner og Mark Ruffalo – 13 snart 30
- Will Ferrell, Paul Rudd, D. Koechner og Steve Carell – Anchorman: The Legend of Ron Burgundy
- John Cho og Kal Penn – Harold & Kumar Go to White Castle

### Bedste skræmmende optæeden
- Dakota Fanning – Hide and seek
- Cary Elwes – Saw
- Sarah Michelle Gellar – The Grudge
- Jennifer Tilly – Seed of Chucky
- Mya – Cursed

### Bedste videospil baseret på en film
(præsenteret før show-udsendelsen)
- The Chronicles of Riddick: Escape from Butcher Bay
- Spider-Man 2
- Van Helsing
- Harry Potter og Fangen fra Azkaban
- De utrolige

### Bedste actionsekvens
(præsenteret før show-udsendelsen)
- «Ødelæggelsen af Los Angeles», Roland Emmerich – instruktion, The Day After Tomorrow
- «Kampen på Togbanen» – Spider-Man 2
- «Flystyrtet i Beverly Hills» – The Aviator
- «Biljagten i Moskva» – The Bourne Supremacy
- «Terroristmødet i ørkenen» – Team America: World Police